# Togeella melli
Togeella melli är en stekelart som beskrevs av Heinrich 1980. Togeella melli ingår i släktet Togeella, och familjen brokparasitsteklar. Inga underarter finns listade.